# Dirka po Italiji 1997
Dirka po Italiji 1997 (italijansko Giro d'Italia 1997) je 80. izvedba dirke po Italiji, tritedenske moške cestne kolesarske etapne dirke. Začela se je 17. maja v Benetkah in končala 8. junija v Milanu. Sodelovalo je 180 kolesarjev iz 18-ih ekip. Rožnato majico je prvič osvojil Ivan Gotti (Saeco), drugo mesto Pavel Tonkov (Mapei–GB), tretje pa Giuseppe Guerini (Team Polti). Vijolično majico je osvojil Mario Cipollini (Saeco), modro majico Dimitrij Konišev (Roslotto–ZG Mobili), zeleno majico pa Chepe González (Kelme–Costa Blanca).

## Ekipe
- Aki–Safi
- Amore & Vita–ForzArcore
- Asics–CGA
- Batik–Del Monte
- Brescialat–Oyster
- Cantina Tollo–Carrier
- Festina–Lotus
- Kelme–Costa Blanca
- Kross–Montanari–Selle Italia
- Mapei–GB
- Mercatone Uno
- MG Maglificio–Technogym
- Refin–Mobilvetta
- Roslotto–ZG Mobili
- Ros Mary–Minotti Italia–Ideal
- Saeco
- Scrigno–Gaerne
- Team Polti

## Etape
| Etapa | Datum    | Štart/Cilj                                         | Razdalja    | Tip         | Tip                  | Zmagovalec                |             |
| ----- | -------- | -------------------------------------------------- | ----------- | ----------- | -------------------- | ------------------------- | ----------- |
| 1     | 17. maj  | Benetke – Benetke                                  | 128 km      |             | ravninska etapa      | Mario Cipollini (ITA)     |             |
| 2     | 18. maj  | Mestre – Cervia                                    | 211 km      |             | ravninska etapa      | Mario Cipollini (ITA)     |             |
| 3     | 19. maj  | Santarcangelo di Romagna – San Marino (San Marino) | 18 km       |             | gorski kronometer    | Pavel Tonkov (RUS)        |             |
| 4     | 20. maj  | San Marino (San Marino) – Arezzo                   | 156 km      |             | ravninska etapa      | Mario Cipollini (ITA)     |             |
| 5     | 21. maj  | Arezzo – Monte Terminillo                          | 215 km      |             | gorska etapa         | Pavel Tonkov (RUS)        |             |
| 6     | 22. maj  | Rieti – Lanciano                                   | 210 km      |             | gorska etapa         | Roberto Sgambelluri (ITA) |             |
| 7     | 23. maj  | Lanciano – Mondragone                              | 210 km      |             | gorska etapa         | Marcel Wüst (GER)         |             |
| 8     | 24. maj  | Mondragone – Cava de' Tirreni                      | 212 km      |             | ravninska etapa      | Mario Manzoni (ITA)       |             |
| 9     | 25. maj  | Cava de' Tirreni – Castrovillari                   | 232 km      |             | gorska etapa         | Dimitrij Konišev (RUS)    |             |
| 10    | 26. maj  | Castrovillari – Taranto                            | 195 km      |             | ravninska etapa      | Mario Cipollini (ITA)     |             |
|       | 27. maj  | dan počitka                                        | dan počitka | dan počitka | dan počitka          | dan počitka               | dan počitka |
| 11    | 28. maj  | Lido di Camaiore – Lido di Camaiore                | 155 km      |             | ravninska etapa      | Gabriele Missaglia (ITA)  |             |
| 12    | 29. maj  | La Spezia – Varazze                                | 214 km      |             | gorska etapa         | Giuseppe Di Grande (ITA)  |             |
| 13    | 30. maj  | Varazze – Cuneo                                    | 150 km      |             | ravninska etapa      | Glenn Magnusson (SWE)     |             |
| 14    | 31. maj  | Racconigi – Breuil-Cervinia                        | 240 km      |             | gorska etapa         | Ivan Gotti (ITA)          |             |
| 15    | 1. junij | Verrès – Borgomanero                               | 173 km      |             | gorska etapa         | Alessandro Baronti (ITA)  |             |
| 16    | 2. junij | Borgomanero – Dalmine                              | 158 km      |             | ravninska etapa      | Fabiano Fontanelli (ITA)  |             |
| 17    | 3. junij | Dalmine – Verona                                   | 200 km      |             | ravninska etapa      | Mirco Gualdi (ITA)        |             |
| 18    | 4. junij | Baselga di Pinè – Cavalese                         | 40 km       |             | posamični kronometer | Sergij Gončar (UKR)       |             |
| 19    | 5. junij | Predazzo – Pfalzen                                 | 222 km      |             | gorska etapa         | José Luis Rubiera (ESP)   |             |
| 20    | 6. junij | Bruneck – Passo del Tonale                         | 176 km      |             | gorska etapa         | José Jaime González (COL) |             |
| 21    | 7. junij | Malè – Edolo                                       | 238 km      |             | gorska etapa         | Pavel Tonkov (RUS)        |             |
| 22    | 8. junij | Boario Terme – Milano                              | 165 km      |             | ravninska etapa      | Mario Cipollini (ITA)     |             |
|       | Skupaj   | Skupaj                                             | 3889 km     | 3889 km     | 3889 km              | 3889 km                   | 3889 km     |

## Razvrstitev po klasifikacijah
| Etapa  | Zmagovalec          | Rožnata majica · | Vijolična majica · | Zelena majica ·     | Modra majica ·   | Ekipno po času     |
| ------ | ------------------- | ---------------- | ------------------ | ------------------- | ---------------- | ------------------ |
| 1      | Mario Cipollini     | Mario Cipollini  | Mario Cipollini    | brez                | Dimitrij Konišev | Saeco              |
| 2      | Mario Cipollini     | Mario Cipollini  | Mario Cipollini    | brez                | Dimitrij Konišev | Saeco              |
| 3      | Pavel Tonkov        | Pavel Tonkov     | Mario Cipollini    | Pavel Tonkov        | Dimitrij Konišev | Mapei–GB           |
| 4      | Mario Cipollini     | Pavel Tonkov     | Mario Cipollini    | Pavel Tonkov        | Dimitrij Konišev | Mapei–GB           |
| 5      | Pavel Tonkov        | Pavel Tonkov     | Mario Cipollini    | Pavel Tonkov        | Dimitrij Konišev | Saeco              |
| 6      | Roberto Sgambelluri | Pavel Tonkov     | Mario Cipollini    | Pavel Tonkov        | Dimitrij Konišev | Saeco              |
| 7      | Marcel Wüst         | Pavel Tonkov     | Mario Cipollini    | Pavel Tonkov        | Dimitrij Konišev | Saeco              |
| 8      | Mario Manzoni       | Pavel Tonkov     | Mario Cipollini    | Mariano Piccoli     | Dimitrij Konišev | Asics–CGA          |
| 9      | Dimitrij Konišev    | Pavel Tonkov     | Mario Cipollini    | Mariano Piccoli     | Dimitrij Konišev | Asics–CGA          |
| 10     | Mario Cipollini     | Pavel Tonkov     | Mario Cipollini    | Mariano Piccoli     | Dimitrij Konišev | Asics–CGA          |
| 11     | Gabriele Missaglia  | Pavel Tonkov     | Mario Cipollini    | Mariano Piccoli     | Dimitrij Konišev | Asics–CGA          |
| 12     | Giuseppe Di Grande  | Pavel Tonkov     | Mario Cipollini    | Mariano Piccoli     | Dimitrij Konišev | Asics–CGA          |
| 13     | Glenn Magnusson     | Pavel Tonkov     | Mario Cipollini    | Mariano Piccoli     | Dimitrij Konišev | Asics–CGA          |
| 14     | Ivan Gotti          | Ivan Gotti       | Mario Cipollini    | José Jaime González | Dimitrij Konišev | Team Polti         |
| 15     | Alessandro Baronti  | Ivan Gotti       | Mario Cipollini    | José Jaime González | Dimitrij Konišev | Asics–CGA          |
| 16     | Fabiano Fontanelli  | Ivan Gotti       | Mario Cipollini    | José Jaime González | Dimitrij Konišev | Asics–CGA          |
| 17     | Mirco Gualdi        | Ivan Gotti       | Mario Cipollini    | José Jaime González | Dimitrij Konišev | Team Polti         |
| 18     | Sergij Gončar       | Ivan Gotti       | Mario Cipollini    | José Jaime González | Dimitrij Konišev | Team Polti         |
| 19     | José Luis Rubiera   | Ivan Gotti       | Mario Cipollini    | José Jaime González | Dimitrij Konišev | Kelme–Costa Blanca |
| 20     | José Jaime González | Ivan Gotti       | Mario Cipollini    | José Jaime González | Dimitrij Konišev | Kelme–Costa Blanca |
| 21     | Pavel Tonkov        | Ivan Gotti       | Mario Cipollini    | José Jaime González | Dimitrij Konišev | Kelme–Costa Blanca |
| 22     | Mario Cipollini     | Ivan Gotti       | Mario Cipollini    | José Jaime González | Dimitrij Konišev | Kelme–Costa Blanca |
| Skupaj | Skupaj              | Ivan Gotti       | Mario Cipollini    | José Jaime González | Dimitrij Konišev | Kelme–Costa Blanca |

## Končna razvrstitev
| Legenda | Legenda                                  | Legenda | Legenda                                       |
| ------- | ---------------------------------------- | ------- | --------------------------------------------- |
|         | Predstavlja vodilnega v skupnem seštevku |         | Predstavlja vodilnega v razvrstitvi Intergiro |
|         | Predstavlja vodilnega po točkah          |         | Predstavlja vodilnega v gorski razvrstitvi    |